# R-410A
R-410A, též známý jako AZ-20, EcoFluor R410, Forane 410A, Genetron R410A, Puron, a Suva 410A, je zeotropní (nicméně téměř azeotropní) směs difluormethanu (CH2F2) a pentafluorethanu (CHF2CF3) v poměru 1:1, která se používá jako chladivo v klimatizačních jednotkách a tepelných čerpadlech. Tlakové láhve byly barveny do růžova, ale nyní mají standardní světle šedou barvu.

## Historie
R-410A byl vynalezen a patentován společností AlliedSignal (později Honeywell) v roce 1991. Licenci na výrobu a prodej R-410A získaly i další společnosti, ale Honeywell je stále na prvním místě v kapacitě výroby a prodeji. Společným úsilím společností Carrier Corporation, Emerson Climate Technologies, Inc., Copeland Scroll Compressors a AlliedSignal byla směs úspěšně uvedena na trh. Carrier Corporation byla první společností, která v roce 1996 uvedla na trh domácí klimatizační jednotku využívající R-410A a je držitelem ochranné známky „Puron“.

## Význam pro globální oteplování
27. prosince 2020 schválil Kongres Spojených států amerických zákon o inovacích a výrobě (AIM), který nařizuje Americké agentuře pro ochranu životního prostředí postupně omezovat výrobu a spotřebu fluorovaných uhlovodíků (HFC). HFC silně přispívají ke globálnímu oteplování. Pravidla vypracovaná podle zákona AIM vyžadují snížení výroby a spotřeby HFC od roku 2022 do roku 2036 o 85 %. Tento zákon se týká i R-410A, protože směs obsahuje pentafluorethan. Směs R-410A bude postupně nahrazována, stejně jako ona sama nahradila dříve rozšířené chladivo R-22 (chlordifluormethan).